# Acontista cubana
Acontista cubana es una especie de mantis de la familia Acanthopidae.

## Distribución geográfica
Se encuentra en Cuba.